# 都島區
都島區（日语：／ Miyakojima ku */?）是大阪市的24區之一；位於寢屋川以北、大川以東、淀川以南。
轄區南部靠京橋車站周邊地區為商業區，中部及北部則為住宅區。

## 歷史
南部的京橋車站周邊在豐臣秀吉時代為通往京都的京街道的宿場町，而北部區域一直到江戶時代都屬於農村。
進入明治時代後由於大阪的急速發展，逐漸成為市區，並有許多輕工業工廠設於此，但在1970年代以後由於地價高漲造成人口及產業移往郊區；因此在1980年年代開始利用這些廢棄的工廠土地改建為大型的公寓大廈，促成人口的回流。
現在的都城區範圍在1889年實施町村制時屬於東成郡野田村、都島村、鯰江村、榎並村4個行政區劃；1897年野田村、都島村、鯰江村各有部分地區被併入大阪市，最初都被劃入北區，1925年其餘地區也都被併入大阪市，但此次併入的區域是被劃入當時新設立的東成區，1932年又被改劃入新設立的旭區。1943年，自北區及旭區各分出部分區域，設立現在的都島區。

## 交通
通過轄內的鐵路包括西日本旅客鐵道的大阪環狀線、JR東西線、大阪東線及京阪電氣鐵道京阪本線，但幾乎都集中在南部的商業區；大阪市營地鐵則有谷町線和長堀鶴見綠地線兩條路線通過轄內，長堀鶴見綠地線一樣是通過南部，谷町線則是沿著位於中部的都島通穿過都島區。旭區與都島區大致以大阪東線為界。

### 鐵路
西日本旅客鐵道
- 大阪環狀線：櫻之宮站 - 京橋站
- JR東西線、 片町線（學研都市線）：大阪城北詰站 - 京橋站
- 大阪東線：城北公園通站（站房座落於旭區，車站西側緊鄰都島區）

大阪市高速電氣軌道（大阪地下鐵）
- 谷町線：都島站 - 野江內代站
- 長堀鶴見綠地線：京橋站

京阪電氣鐵道
- 京阪本線：京橋站

## 本地出身之名人
- 荒川美奈子：配音員
- 柿谷曜一朗：足球選手
- 姿月麻人：歌手、演員
- 與謝蕪村：江戶時代俳人、畫家

## 外部連結
- （日語） 都島區公所的Facebook專頁
- （日語） 都島區公所的X（前Twitter）
- （日語） YouTube上的都島區公所頻道